# ピョートル・ツォイ
ピョートル・イワノヴィッチ・ツォイ(ロシア語: Пётр Иванович Цой、朝鮮語: 표트르 이바노비치 최、1905年9月12日 - 1973年2月18日)は、ソビエト連邦及び朝鮮民主主義人民共和国の軍人。高麗人。朝鮮名は崔表徳(崔表德、朝鮮語:チェ・ピョドク、최표덕、ロシア語:Цой Пхё Док)、崔サンウィ（ロシア語:Цой Сан Ви）。

## 経歴
1905年9月12日、沿海州で生まれる。1925年10月、コムソモールの証明によりM.Yu.アシェンブレンネル名称モスクワ軍事歩兵学校に入学。1928年8月、卒業して第1太平洋狙撃師団第3連隊小隊長。1929年、中ソ紛争に参加。同年からソビエト連邦共産党に入党。
1930年10月から1931年6月まで、レニングラードで装甲部隊指揮官の教育を受ける。教育修了後は第1師団独立偵察中隊戦車小隊長。
1934年4月、第1師団戦車大隊機甲教導中隊長。
1936年2月、中尉。
1937年9月、第167師団戦車大隊中隊長。
1938年、張鼓峰事件に参加。
大粛清の影響で1938年に逮捕され11ヶ月獄中で過ごした。拷問を受けたがスパイ活動を認めず、これが実を結び解放されて軍務に戻ることを許された。これは治安責任者のエジョフが解任され、秘密警察の新しい責任者が、自分の容疑を認めなかったソ連軍人をすべて釈放したためであった。
1939年11月、第173師団戦車中隊長として冬戦争に参加。
1940年3月、6979部隊戦車教導中隊長。
1940年7月、第200独立偵察大隊戦車中隊長。
1941年4月、大尉。
1941年9月、西部戦線第1打撃軍第56旅団装甲部長。同年、重傷を負う。
1942年3月、少佐。
1942年4月、オリョール戦車学校士官候補生大隊副大隊長。
1942年9月、北西戦線第177戦車旅団第386独立戦車大隊長。同年、重傷を負う。
1943年6月、コスチェリョヴォ戦車駐屯地第177戦車連隊長代理。
1944年4月、スターリングラード戦車学校士官候補生隊長。同年6月、中佐。
1947年6月、第9独立戦車教導連隊士官候補生大隊長。
1948年6月、プリモルスキー軍管区第25軍第10機械化師団第204戦車連隊戦車大隊長。
1948年12月、朝鮮に来て機甲部隊のソビエト人顧問として服役したが、許哥誼の主張により朝鮮人民軍に異動し、機甲部隊の設立に関わった。ツォイはソ連軍服務の継続を望んでいたが、不承不承ながらも人民軍の異動を承諾した。
1950年5月末、作戦局長兪成哲上級大佐などと共にソ連軍顧問が作成した作戦計画の翻訳を行った。朝鮮戦争では機甲部隊司令官。1950年、ソ連軍大佐及び朝鮮人民軍中将に昇進。
1953年7月2日、義理の息子である許哥誼が死亡。許哥誼の死は自殺と判断されたが、ツォイはその前日に許哥誼の家を訪れてチェスをしており、とても自殺するような様子には見えなかった。許哥誼の娘によれば、許哥誼の自殺が報告された次の日にツォイは金日成を訪問し、激怒して殺人を責めたという。7月7日、朴昌玉は許哥誼の死についてツォイが「根拠のない告発をしている」と述べており、アンドレイ・ランコフはこれを、ツォイが金日成の関与を主張した明確なヒントと見ている。辞任を表明した後、中国国境を越えてハルビンのソ連領事館で帰国手続きをしてソ連に戻り、娘もそれに続いた。ランコフは、もし金日成が北朝鮮の完全な支配者となっていた1956年か1957年以降であったなら、ツォイと娘は悲惨な最期を迎えていただろうが、1953年の時点ではまだモスクワに多くを依存しており、ソ連の高位にある軍人を一掃することは出来なかったとしている。北朝鮮を去る際に「まともな人間は、決してこの国では生きていけない。ワシはでき損ないだったが、それでもやっぱりこの国では生きていけんよ」と言い残したという。
1953年7月、モスクワに到着した時に、装甲士官学校の受講を希望し、これが認められ同校に入学した。1954年、装甲士官学校将校改良課程を卒業。
1955年2月、退役 。

## 勲章
- 赤星勲章 - 1944年
- 赤旗勲章 - 2回（1945年、1951年）
- 祖国戦争勲章 - 1945年
- モスクワ防衛記章（ロシア語版） - 1945年
- レーニン勲章 - 1950年
- 1941年-1945年大祖国戦争における対ドイツ戦勝記章（ロシア語版）
- 自由独立勲章 - 2回
- 朝鮮祖国解放記章（ロシア語版）
- モンゴル人民共和国勲章

## 家族
- 妻 エフゲニア・パヴロヴナ・ツォイ（Евгения Павловна Цой）：1904年-1976年
- 長女 ニーナ・ペトロヴナ・ツォイ（Нина Петровны Цой）：1922年-1972年、ハリコフ州立大学言語学部卒業[2]、1949年に許哥誼と結婚
- 次女 リュドミラ・ツォイ（Людмила Цой）：1932年生まれ
- 三女 ガリーナ・ツォイ（Галина Цой）：1944年生まれ
- 長男 ウラジミル・ツォイ（Владимир Цой）：1947年生まれ